# Chappuisididae
Chappuisididae (лат.) — семейство тромбидиформных водяных клещей из надсемейства Arrenuroidea (Parasitengona, Prostigmata).

## Описание
Микроскопического размера клещи (около 1 мм). Дорсальный и вентральный щитки присутствуют; дорсальный щиток с четырьмя парами железистых гландуляриев, включая пару перед постокуляриями; вентральный щиток различно модифицирован, срединный край кокс Cx-IV длинный, а линия шва Cx-III/Cx-IV проходит под прямым углом к средней линии, причем Cxgl-4 расположена в переднемедиальном углу Cx-IV; пальпы различные, от слегка до сильно модифицированных. Гнатосома с дорсодистальным голенным «когтем», выходящим далеко за пределы основания тарзуса; голени длиннее genua. Хелицеры 2-сегментные.
Гравийные отложения в грунтовых водах или гипоререальной зоне ручьев.
Небольшое семейство хорошо склеротизированных и дорсовентрально уплощенных клещей, обитают исключительно в интерстициальных средах обитания Северного полушария. Ряд родов включает группы видов, демонстрирующие поразительное третичное реликтовое распространение в разъединенных районах южной Евразии и Северной Америки. Существует четыре отличительных подсемейства, которые, по-видимому, представляют собой разрозненные голфилетические клады, имеющие неопределенное родство друг с другом. Переоценка семейства будет необходима, когда будут обнаружены и морфологически изучены личинки и дейтонимфы большего числа видов. Chappuisidinae включает несколько видов Chappuisides в широко разнесенных районах умеренной Евразии и Северной Америки, в то время как Uchidastygacarinae включает в себя многочисленные виды Uchidastygacarus в Восточной Азии и умеренной части Северной Америки. Morimotacarinae включает роды Morimotacarus и Yachatsia, оба из которых состоят из пар видов, обитающих в Восточной Азии и западной части Северной Америки. Tsushimacarinae представлены Tsushimacarus uenoi Imamura, обнаруженными в гипореальном гравии в Японии. Вероятно клещ, описанный как Ussuriaxona elliptica Tuzovskij (1986a) и отнесенный к семейству Aturidae, не является членом этого семейства, а, по-видимому, принадлежит к роду Yachatsia из семейства Chappuisididae, который в противном случае известен только в западной части Северной Америки.

## Систематика
Включает более 10 видов.
Семейство по данным Смита (Smith, 1990) отнесено к линии mideopsiform (кладе семейств) в составе Arrenuroidea (Parasitengona, Prostigmata). Выделяют четыре подсемейства: Chappuisidinae Motaş & Tanasachi, 1946; Morimotacarinae Imamura, 1962; Tsushimacarinae Cook, 1974; Uchidastygacarinae Imamura, 1956.
Таксон Chappuisidinae был первоначально предложен Motas и Tanasachi (1946) как подсемейство Athienemanniidae Viets на основе типового вида рода Chappuisides Szalay, C. hungaricus Szalay, из интерстициальных вод Венгрии (Szalay 1943). Кук (1974) пересмотрел Athienemanniidae и признал Chappuisididae отдельным семейством, характеризующимся небольшим количеством генитальных ацетабул у взрослых особей (три или четыре пары), расположенных в гонопоре. Он включил два монотипических подсемейства: Chappuisidinae с голарктическим родом Chappuisides Szalay 1943 и Tsushimacarinae с японским родом Tsushimacarus Imamura 1970. Uchidastygacarinae было создано как монотипическое подсемейство Mideopsidae Koenike для включения рода Uchidastygacarus Imamura 1956, а затем повышено до статуса семейства, по-видимому, основываясь в первую очередь на отличительной морфологии педипальп. Morimotacarinae также первоначально было предложено как подсемейство Mideopsidae на основе самца Morimotacarus wadayamensis Imamura из Японии (Imamura 1962). В следующем году Кук (1963) описал самца Yachatsia mideopsoides из Орегона (США), и предварительно отнес этот вид к Mideopsidae в ожидании обнаружения самки. Впоследствии Кук (1974) предположил, что M. wadayamensis и Y. mideopsoides являются близкородственными видами, основываясь на сходстве морфологии генитальных полей и педипальп самцов, и отнес Yachatsia к Morimotacarinae. Он отметил, что взрослые особи Morimotacarinae похожи на представителей рода Uchidastygacarus тем, что имеют четыре пары железистых выпячиваний (гландуляриев) на спинном щитке, а обнаруженная самка Y. mideopsoides похожа на самок Uchidastygacarus тем, что имеет генитальные ацетабулы, встроенные в брюшной щиток, окружающий гонопор. В результате он расширил семейство Uchidastygacaridae, включив в него два подсемейства: Uchidastygacarinae и Morimotacarinae.
- Chappuisides Szalay, 1943 (=Neochappuisides Imamura, 1979) (Chappuisidinae)
  - Chappuisides acadianus Smith, 1992[2]
  - Chappuisides anomalus Smith, 1992
  - Chappuisides californicus Smith, 1992
  - Chappuisides cooki Smith, 1992
  - Chappuisides eremitus Cook, 1963
  - Chappuisides hungaricus Szalay, 1943 (=Chappuisides ellipticus Walter, 1947)
  - Chappuisides japonicus Imamura, 1979[10]
  - Chappuisides neomexicanus Smith, 1992
  - Chappuisides notialis Cramer & Smith, 1991
  - Chappuisides occidentalis Smith, 1992
  - Chappuisides oregonensis Smith, 1992[2]
  - Chappuisides orientalis
  - Chappuisides thienemanni Motas, 1959
- Morimotacarus Imamura, 1962 (Morimotacarinae)
  - Morimotacarus nearcticus Smith, 1992[2]
  - Morimotacarus wadayamensis Imamura
- †Tsushimacarus Imamura, 1970 (Tsushimacarinae)
  - †Tsushimacarus uenoi Imamura, 1970[11]
- Uchidastygacarus Imamura, 1956.[12] (Uchidastygacarinae)
  - Uchidastygacarus acadiensis Smith, 1983
  - Uchidastygacarus appalachianus Smith, 1992[2]
  - Uchidastygacarus imamurai Cook, 1963
  - Uchidastygacarus magnificus Smith, 1992[2]
  - Uchidastygacarus ovalis Cook, 1974
  - Uchidastygacarus virginiensis Smith, 1992[2]
- Yachatsia Cook, 1963 (Morimotacarinae)
  - Yachatsia mideopsoides Cook, 1963 (=Yachatsia euforma Habeeb)

## Распространение
Неарктика (Канада, Мексика и США) и Палеарктика (Европа и Япония).